# George C. Southworth

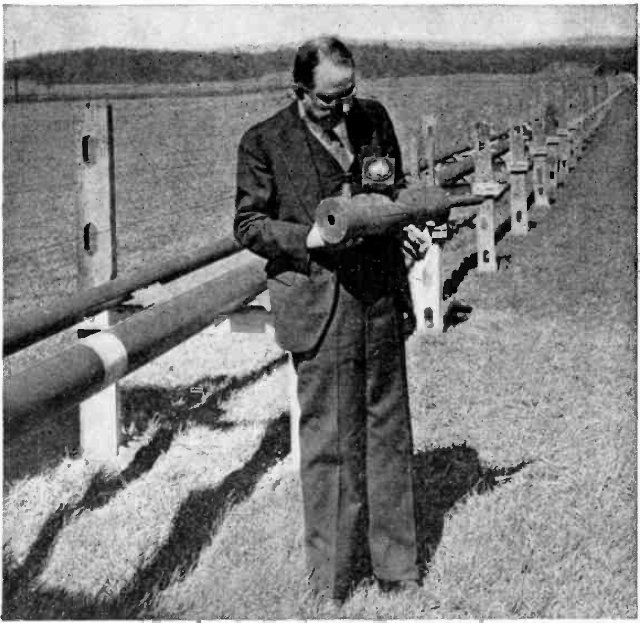
George C. Southworth

George Clark Southworth (* 24. August 1890 in Little Cooley, nahe Athens Township, Crawford County, Pennsylvania; † 6. Juli 1972 in Chatham (New Jersey)) war ein US-amerikanischer Hochfrequenztechniker.

## Leben
Er studierte Physik am Grove City College, erwarb 1914 seinen Master und studierte anschließend noch ein Jahr an der Columbia University. Im Juni begann er bei der Funkabteilung des National Bureau of Standards und unterstützte die Vorbereitung der 1918 veröffentlichten Bulletin 74 Radio Instruments and Measurements.
Im September 1918 begann er als Dozent an der Yale University und unterrichtete Offiziere des US Army Signal Corps. 1923 erwarb er seinen Ph.D. mit einer Doktorarbeit über Messungen der Dielektrizitätskonstante von Wasser bei Frequenzen über 15 MHz.
Da er eine Familie ernähren musste, nahm er eine besser bezahlte Arbeit bei der American Telephone & Telegraph an. Zunächst sollte er den Schriftleiter des Bell System Technical Journal (BSTJ) unterstützen, wurde dann aber in die Forschungs- und Entwicklungsabteilung versetzt, wo er die Ausbreitung von Kurzwellen untersuchen sollte.

### Hohlleiter
Dort suchte er einen Wellenleiter zur Übertragung von Mikrowellen. 1931 begann er, obgleich das Projekt nicht offiziell autorisiert war, eine Untersuchung der Wellenausbreitung in dielektrischen Stangen. Anfang 1932 beobachtete er Wellenausbreitung in wassergefüllten Kupferrohren. Im Mai 1933 konnte er mit aus Frankreich importierten Hochfrequenz-Elektronenröhren Wellen durch luftgefüllte Kupferrohre von bis zu 7 m Länge übertragen. Später widerrief er, dass die erste über diese Hohlleiter übermittelte Nachricht "Send money" gewesen sei. Nachdem er seinem Vorgesetzten den Hohlleiter demonstriert hatte, wurde er autorisiert, einen größeren von knapp 300 m Länge und ca. 13 cm Durchmesser zu bauen. 1934 wurde das Projekt zu den Bell Labs in Holmdel, NJ verlegt und er leitete ein kleines Team mit zwei Ingenieuren und einem Techniker, das die Hohlleitertechnologie entwickelte. Er verwendete Barkhausen-Röhren für eine Wellenlänge von 15 cm und untersuchte die H11-Welle im Rundhohlleiter.
Sein Vorgesetzter mochte einer Veröffentlichung nicht zustimmen, da er fürchtete, die Firma würde sich damit lächerlich machen.
Southworth propagierte die Transversalelektromagnetische Welle, die Sergei Alexander Schelkunoff mit Sallie Pero Mead und John Renshaw Carson dann entdeckten (dämpfungsarme H01-Rundhohlleiterwelle; veröffentlicht 1936 im BSTJ). Wilmer L. Barrow setzte die Forschung am Massachusetts Institute of Technology (MIT) fort.

### Radioastronomie
1932 hatte Karl Guthe Jansky in Holmdel Radiointerferenzen stellaren Ursprungs entdeckt. Im Februar 1942 war der Brite James Stanley Hey, der die Ursache einer landesweiten RADAR-Störung im Meterwellenbereich suchte, über eine Störquelle gestolpert, die nur tagsüber sendete. Hey hatte dann herausgefunden, dass Sonneneruptionen (in einer großen Gruppe von Sonnenflecken) eine intensivere Radioemission verursachen als die ruhige Sonne. Diese Erkenntnisse blieben aber bis 1946 geheim.
Southworth entdeckte radioastronomisch im Sommer 1942 und 1943 mit einigen Mitarbeitern und einer Parabolantenne von 1,5 m Durchmesser die Radioemission der ruhigen Sonne, und zwar im Zentimeterwellenlängenbereich. Sie entdeckten die Mikrowellenstrahlung der Sonne bei 3,06 GHz (9,8 cm), 9,4 GHz (3,2 cm) und 24 GHz (1,25 cm).
Wie man später herausfand, korreliert die Intensität der Radiostrahlung bei 10,7 cm Wellenlänge mit der Anzahl der Sonnenflecken (vgl. Solarer Radioflussindex).
Er arbeitete auch an Antennenarrays und meldete im April 1943 eine Directive microwave radio antenna zum Patent an (US-Patent 48139043).
Nachdem er 1955 bei Bell in den Ruhestand gegangen war, war er noch als Berater tätig.

## Auszeichnungen
- 1938: Morris N. Liebmann Award des Institute of Radio Engineers für seine Arbeit an Wellenleitern
- 1947: Stuart Ballantine Medal des Franklin Institute
- 1946: Louis Levy Medal des Franklin Institute für die Mikrowellenstrahlung der Sonne
- 1963/64: IEEE Medal of Honor, für seine Pionierleistungen in der Mikrowellen-Physik, Radioastronomie und Wellenleiter-Übertragung

## Veröffentlichungen
- The Dielectric Properties of Water for Continuous Waves; New Haven, Conn., Yale Univ., Diss.; 1924
- Forty years of Radio Research; 1942 (Autobiografie)
- Microwave radiation from the sun; J. Franklin Inst. 239: 285–297 (1945)
- Principles and applications of waveguide transmission; Toronto, Nostrand, 1950
- George Fleek and His Descendants; History of The Fleeks and Maloneys of Northwest Pennsylvania, With Additional Notes on the History of Little Cooley, Pennsylvania; 1958
- Post-Revolution Chatham; 1966